# العلاقات البريطانية النيكاراغوية
العلاقات البريطانية النيكاراغوية هي العلاقات الثنائية التي تجمع بين المملكة المتحدة ونيكاراغوا.

## مقارنة بين البلدين
هذه مقارنة عامة ومرجعية للدولتين:
| وجه المقارنة                                              | المملكة المتحدة                 | نيكاراغوا        |
| --------------------------------------------------------- | ------------------------------- | ---------------- |
| المساحة (كم2)                                             | 242.50 ألف                      | 130.38 ألف       |
| عدد السكان (نسمة)                                         | 66.02 مليون                     | 6.22 مليون       |
| الكثافة السكانية (ن./كم²)                                 | 272.25                          | 47.71            |
| العاصمة                                                   | لندن                            | ماناغوا          |
| اللغة الرسمية                                             | لغة إنجليزية، اللغة الويلزية    | اللغة الإسبانية  |
| العملة                                                    | جنيه إسترليني                   | كوردبا نيكاراغوا |
| الناتج المحلي الإجمالي (بليون دولار)                      | 2.62 تريليون                    | 13.81 مليار      |
| الناتج المحلي الإجمالي (تعادل القوة الشرائية) بليون دولار | 2.72 تريليون                    | 31.63 مليار      |
| الناتج المحلي الإجمالي الاسمي للفرد دولار أمريكي          | 43.88 ألف                       | 2.09 ألف         |
| الناتج المحلي الإجمالي للفرد دولار أمريكي                 | 40.23 ألف                       | 4.92 ألف         |
| مؤشر التنمية البشرية                                      | 0.907                           | 0.631            |
| رمز المكالمات الدولي                                      | +44                             | +505             |
| رمز الإنترنت                                              | .uk، .gb                        | .ni              |
| المنطقة الزمنية                                           | توقيت غرينيتش، توقيت غرب أوروبا | 00               |

## مدن متوأمة
في ما يلي قائمة باتفاقيات التوأمة بين مدن بريطانية ونيكاراغوية:
- ترتبط سويندون مع أكوتال [الإنجليزية]‏ باتفاقية توأمة منذ 1975.[16][16]
- ترتبط لويشام [الإنجليزية]‏ مع Matagalpa, Matagalpa [الإنجليزية]‏ باتفاقية توأمة.
- ترتبط ريدنغ مع San Francisco Libre [الإنجليزية]‏ باتفاقية توأمة منذ 1947.
- ترتبط شفيلد مع إستيلي باتفاقية توأمة منذ 1950.

## منظمات دولية مشتركة
يشترك البلدان في عضوية مجموعة من المنظمات الدولية، منها:
| علم المنظمة | اسم المنظمة                               | تاريخ انضمام المملكة المتحدة | تاريخ انضمام نيكاراغوا |
| ----------- | ----------------------------------------- | ---------------------------- | ---------------------- |
|             | منظمة حظر الأسلحة الكيميائية              | ?                            | ?                      |
|             | البنك الدولي للإنشاء والتعمير             | 27 ديسمبر 1945               | 14 مارس 1946           |
|             | منظمة التجارة العالمية                    | 1995                         | ?                      |
|             | المركز الدولي لتسوية المنازعات الاستشارية | 18 يناير 1967                | 19 أبريل 1995          |
|             | الأمم المتحدة                             | 24 أكتوبر 1945               | 24 أكتوبر 1945         |
|             | منظمة الشرطة الجنائية الدولية             | ?                            | ?                      |
|             | وكالة ضمان الاستثمار متعدد الأطراف        | 12 أبريل 1988                | 12 يونيو 1992          |
|             | يونسكو                                    | 4 نوفمبر 1946                | 22 فبراير 1952         |
|             | مؤسسة التنمية الدولية                     | 24 سبتمبر 1960               | 30 ديسمبر 1960         |
|             | مؤسسة التمويل الدولية                     | 20 يوليو 1956                | 20 يوليو 1956          |
|             | الاتحاد البريدي العالمي                   | ?                            | ?                      |
|             | الاتحاد الدولي للاتصالات                  | 24 فبراير 1871               | 12 مايو 1926           |

## أعلام
هذه قائمة لبعض الشخصيات التي تربطها علاقات بالبلدين:
- فرانسيسكو كاستيلون (1815 – 8 سبتمبر 1855)

## وصلات خارجية
- موقع وزارة الخارجية البريطانية
- موقع وزارة الخارجية النيكاراغوية